# Івановка (Мелеузівський район)
Іва́новка (рос. Ивановка, башк. Ивановка) — присілок у складі Мелеузівського району Башкортостану, Росія. Входить до складу Партизанської сільської ради.
Населення — 133 особи (2010; 187 в 2002).
Національний склад:
- росіяни — 86%